# Nåstjärnen (Rättviks socken, Dalarna)
Nåstjärnen är en sjö i Rättviks kommun i Dalarna och ingår i Dalälvens huvudavrinningsområde.